# 겟 아웃
《겟 아웃》(영어: Get Out)은 2017년에 개봉한 미국의 공포, 스릴러, 영화이다. 조던 필의 감독 데뷔작이며 각본까지 맡았다. 2017 선댄스 영화제에서 최초 상영되었다. 제90회 아카데미상 각본상 수상작이다.

## 줄거리
여자 친구와 통화를 한 후, 흑인 남성 안드레이 헤이워드는 늦은 밤 교외를 걷던 도중 납치된다. 몇 달 후, 흑인 사진가인 크리스 워싱턴과 그의 백인 여자 친구인 로즈 아미티지는 로즈의 부모인 딘과 미시, 그리고 로즈의 동생 제러미를 만나기 위해 여행을 떠난다. 로즈의 집에서 모든 사람은 크리스를 편하게 하기 위해 노력하지만 크리스는 흑인 정원사와 가정부의 이상한 행동에 불안감을 느낀다. 그날 밤 크리스는 미시에게 뺑소니로 죽은 자신의 어머니에 대해 이야기한다. 이야기를 하던 중, 미시는 크리스에게 최면을 걸어 마비된 상태를 만들고 크리스의 의식을 공허로 던져버런다. 다음 날 잠에서 깬 크리스는 악몽을 꾸었다고 생각한다.

## 출연
- 대니얼 컬루야 - 크리스 워싱턴 역
- 앨리슨 윌리엄스 - 로즈 아미티지 역
- 캐서린 키너 - 미시 아미티지, 정신과 전문의 역
- 브래들리 휫퍼드 - 딘 아미티지, 신경과 전문의 역
- 케일럽 랜드리 존스 - 제러미 아미티지, 의대생 역
- 마커스 헨더슨 - 월터 / 로먼 아미티지 역
- 베티 게이브리얼 - 조지나 / 메리앤 아미티지 역
- 러키스 스탠필드 - 앤드리 헤이워스 / 로건 킹 역
- 스티븐 루트 - 짐 허드슨 역
- 릴 렐 하워리 - 로드 윌리엄스 역
- 에리카 알렉산더 - 라토야 형사 역
- 애슐리 르꽁트 캠벨 - 리사 디츠 역
- 존 윌못 - 고든 그린 역
- 카렌 L. 라키 - 에밀리 그린 역
- 루더포드 크레이븐스 - 파커 드레이 역
- 제랄딘 싱어 - 필로리나 킹 역
- 제로니모 스핀스 - 드레이크 형사 역
- 라일 브로카토 - 리처드 쇼 역
- 개리 웨인 로퍼 - 운전기사 역
- 트레이 버밴트 - 라이언 경관 역